# Walerij Samodaj
Walerij Samodaj (ukrainisch Валерій Самодай, russisch Валерий Самодай, englische Transkription: Valeriy Samoday, * 4. Mai 1991 in Sumy) ist ein russisch-ukrainischer Beachvolleyballspieler.

## Karriere
Samodaj spielte 2008 bei der Jugend-Weltmeisterschaft in Den Haag mit Serhij Popow und erreichte den 19. Platz. 2009 absolvierte er mit Oleksij Kljamar seine ersten beiden Open-Turniere der FIVB World Tour in Mysłowice und Stare Jabłonki sowie zwei Masters. Danach trat er wieder mit Popow an. Das Duo gewann die Jugend-WM in Alanya. Bei der U20-Europameisterschaft 2009 in Griechenland unterlagen Popow/Samodai erst im Endspiel. Die U20-EM 2010 in Catania beendeten sie auf dem dritten Rang. Nach ihrem ersten gemeinsamen Open-Turnier in Kristiansand belegten sie bei der U23-EM in Kos den 17. Platz. Bei der Junioren-WM in Alanya kamen sie nicht über den 25. Rang hinaus. Ein Jahr später gelang ihnen bei der U21-WM in Halifax durch einen Sieg im Endspiel gegen die Polen Kantor/Łosiak der nächste Titelgewinn. 2012 nahmen sie in Berlin erstmals an einem Grand Slam teil. Anschließend wurden sie in Assen Europameister der U23, indem sie sich im Finale erneut gegen Kantor/Łosiak durchsetzten. Bei der Weltmeisterschaft dieser Altersklasse erreichten sie 2013 in Mysłowice den 17. Rang. Außerdem nahmen sie an der WM in Stare Jabłonki teil.
Nach einer längeren Pause startete Samodai 2018 mit Taras Myskiw für Russland. Auf der FIVB World Tour gewannen Samodai/Myskiw die 1-Stern-Turniere in Ljubljana und in Vaduz. Beim 3-Sterne Turnier in Qinzhou wurden sie Zweite.

## Familie
Walerij Samodai ist der Sohn des sowjetischen Volleyball-Nationalspielers Walerij Samodai senior. Seine Schwester Maryna ist ebenfalls Beachvolleyballspielerin.